# Sant Ramon (Lleida)
Sant Ramon (spanisch San Ramón) ist eine spanische Gemeinde (municipio) mit 495 Einwohnern (Stand: 2024) im Nordosten Kataloniens. Die Gemeinde besteht aus den Ortschaften Gospí, Portell, Sant Ramon mit La Manresana und Viver de Segarra. Der Verwaltungssitz befindet sich in Sant Ramon/La Manresana. Die Kommunen Manresana und Portell wurden 1940 zur heutigen Gemeinde zusammengeschlossen.

## Geographie
Sant Ramon liegt etwa 60 Kilometer ostnordöstlich von Lleida und etwa 75 Kilometer nordwestlich von Barcelona in einer Höhe von ca. 665 m.

## Einwohnerentwicklung
| 1970 | 1981 | 1991 | 2001 | 2011 | 2021 |
| ---- | ---- | ---- | ---- | ---- | ---- |
| 700  | 647  | 561  | 570  | 552  | 497  |

## Sehenswürdigkeiten
- Reste von Mont-ros

Gospí
- Burganlage von Gospí
- Martinskirche von Gospí
- Cosmas-und-Damian-Kapelle

Manresana
- Burgruine von Manresana
- Jakobskirche von Manresana
- Matronenkapelle

Portell
- Jakobskirche von Portell
- Ramonskapelle

Sant Ramon
- Konvent (Santuari de Sant Ramon Nonat)

Viver
- Marienkirche

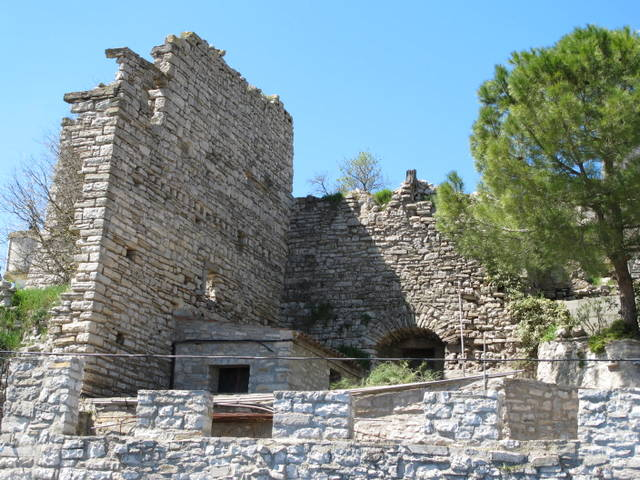
Burgruine von Manresana
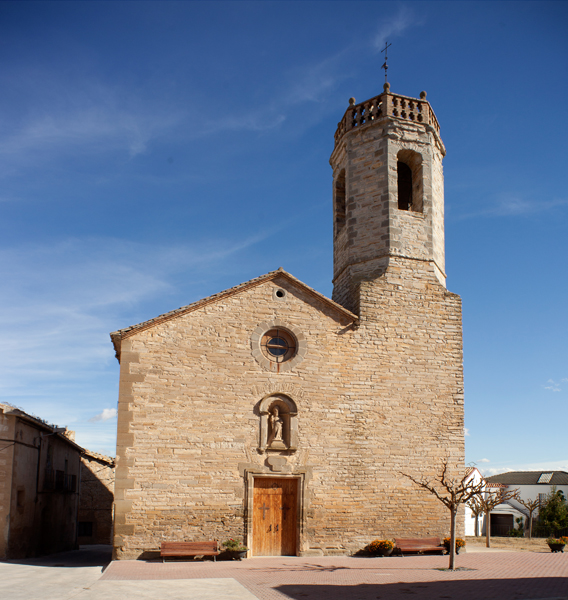
Jakobskirche von Manresana
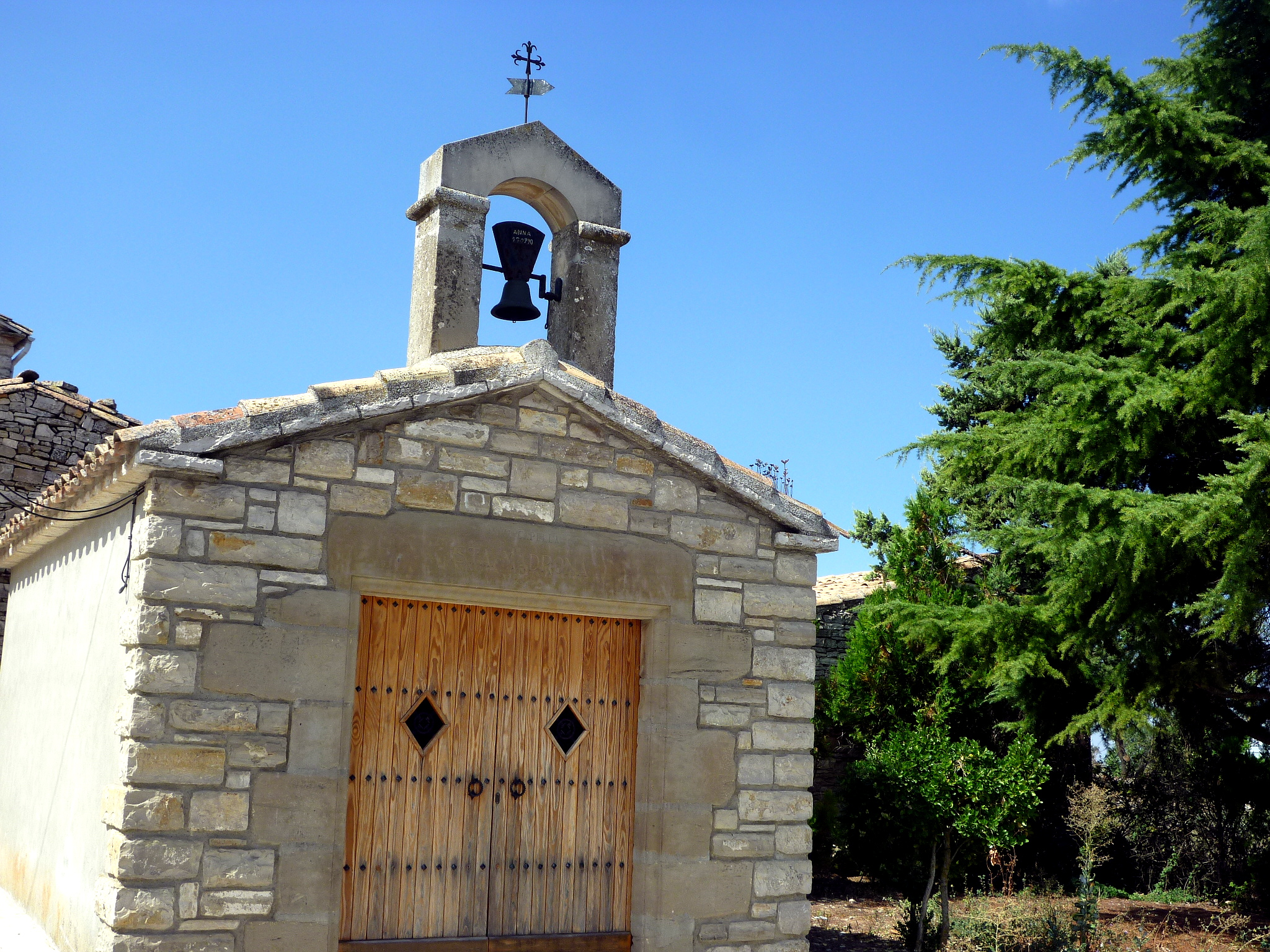
Matronenkapelle
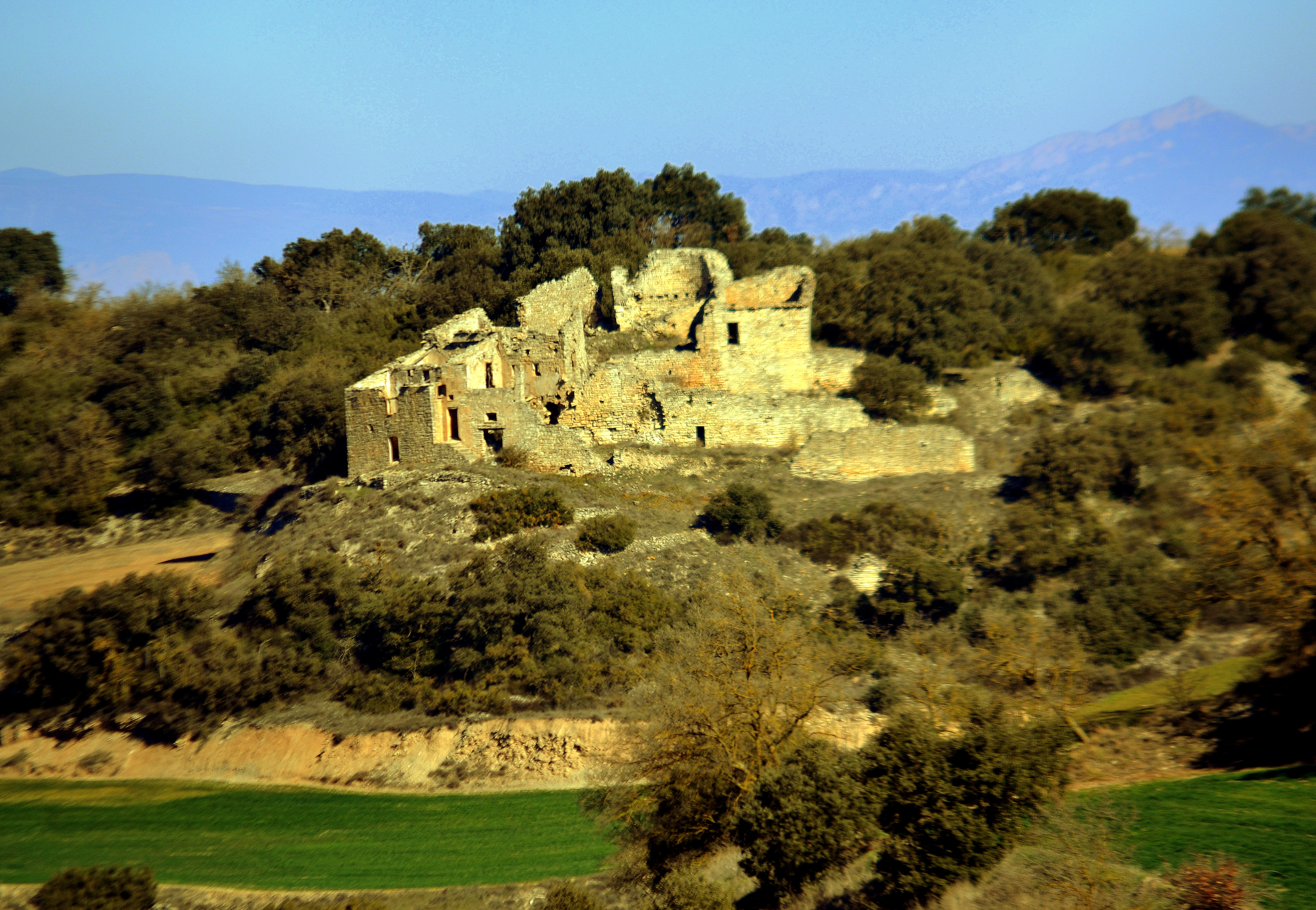
Reste von Mont-ros
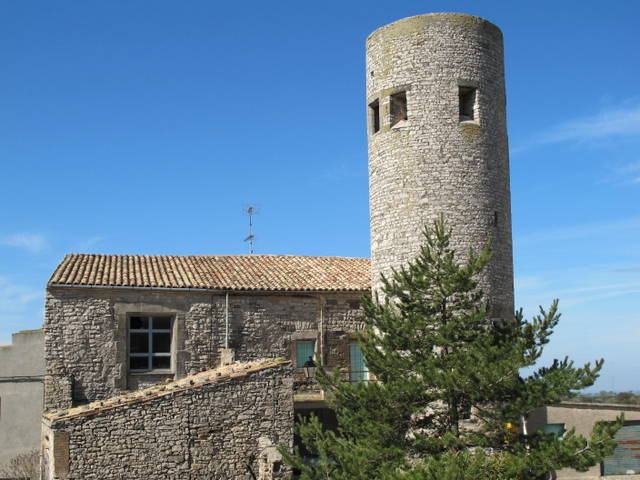
Burganlage von Gospí
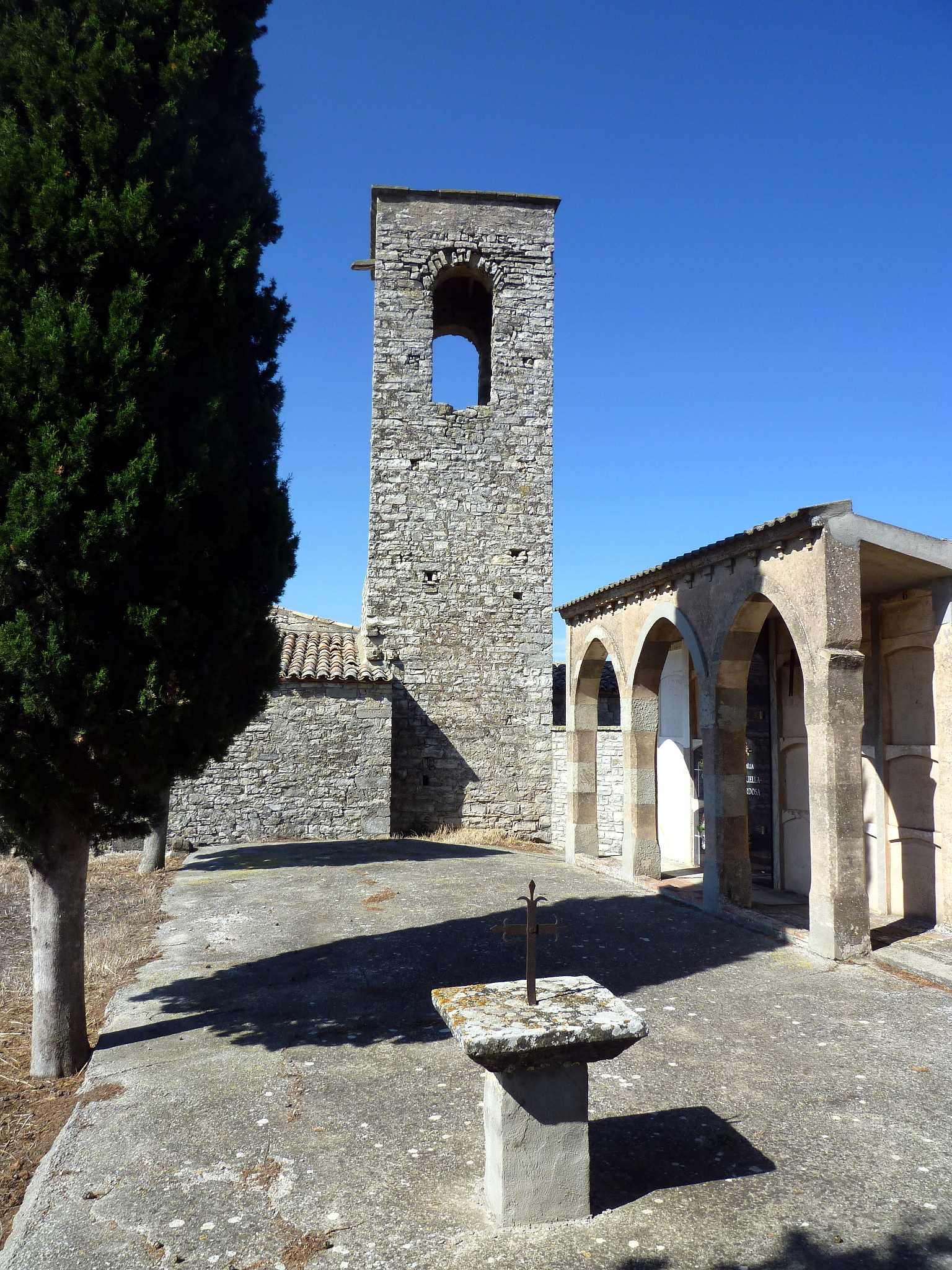
Martinskirche
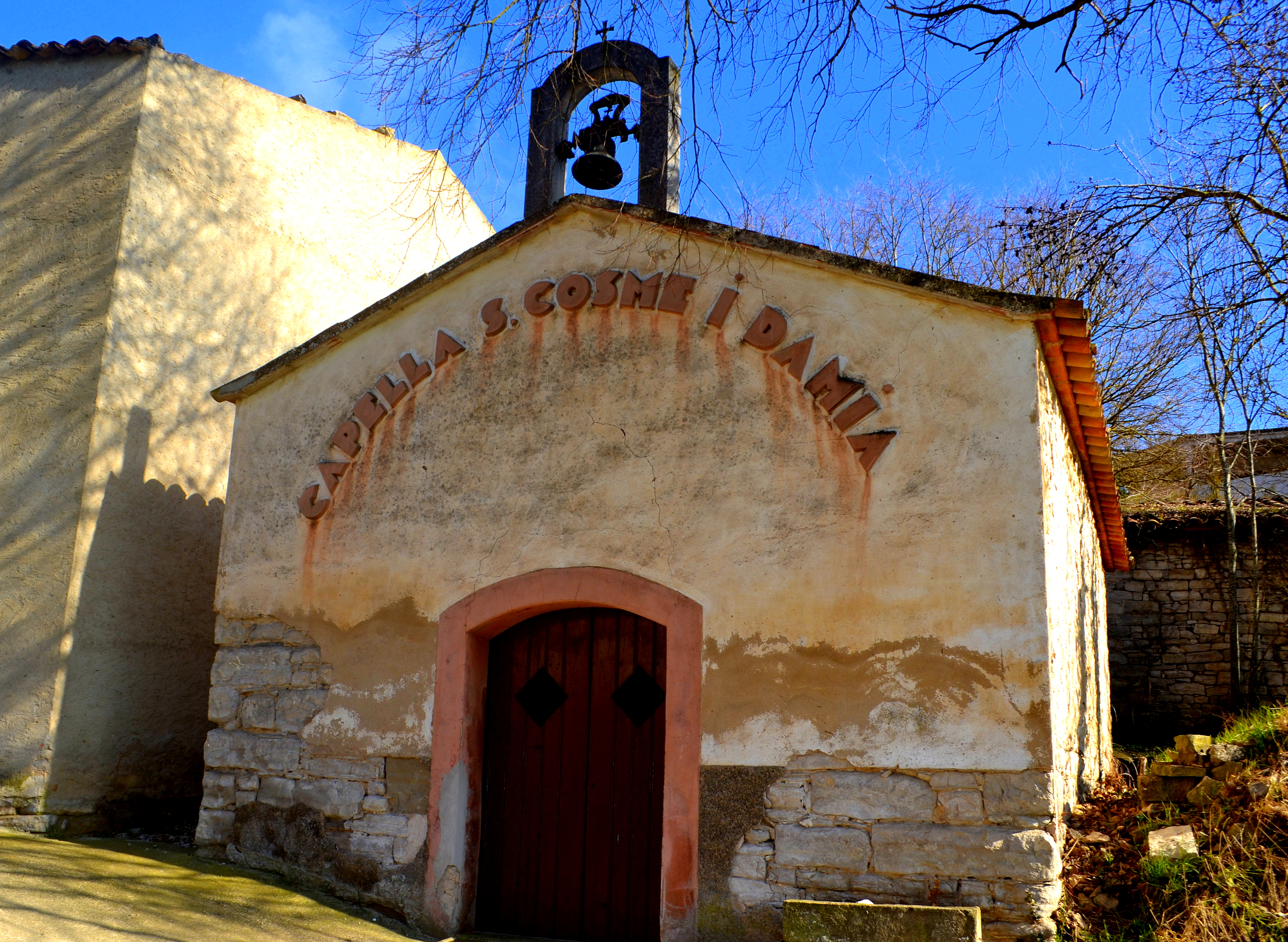
Cosmas-und-Damian-Kapelle
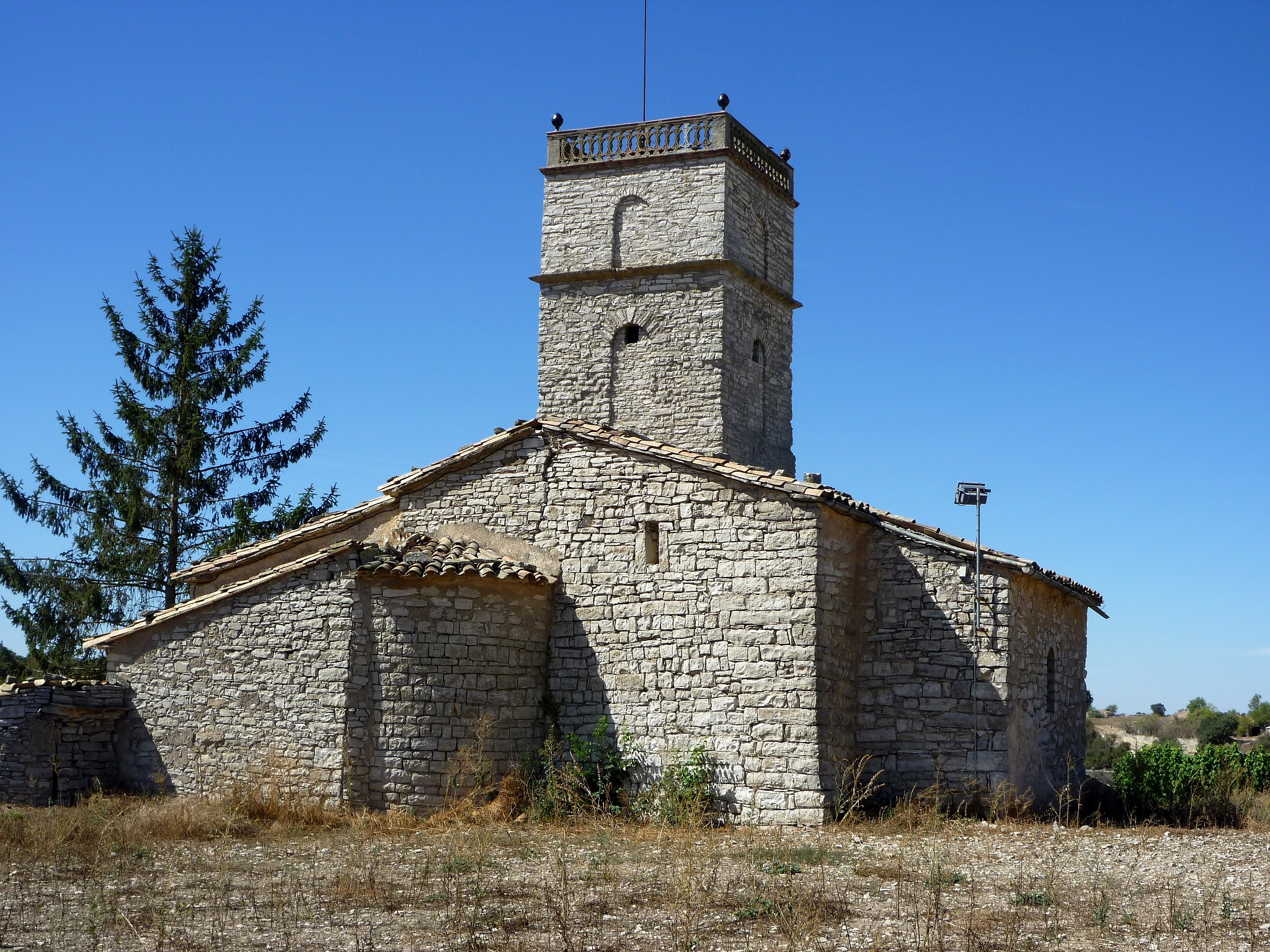
Jakobskirche von Portell
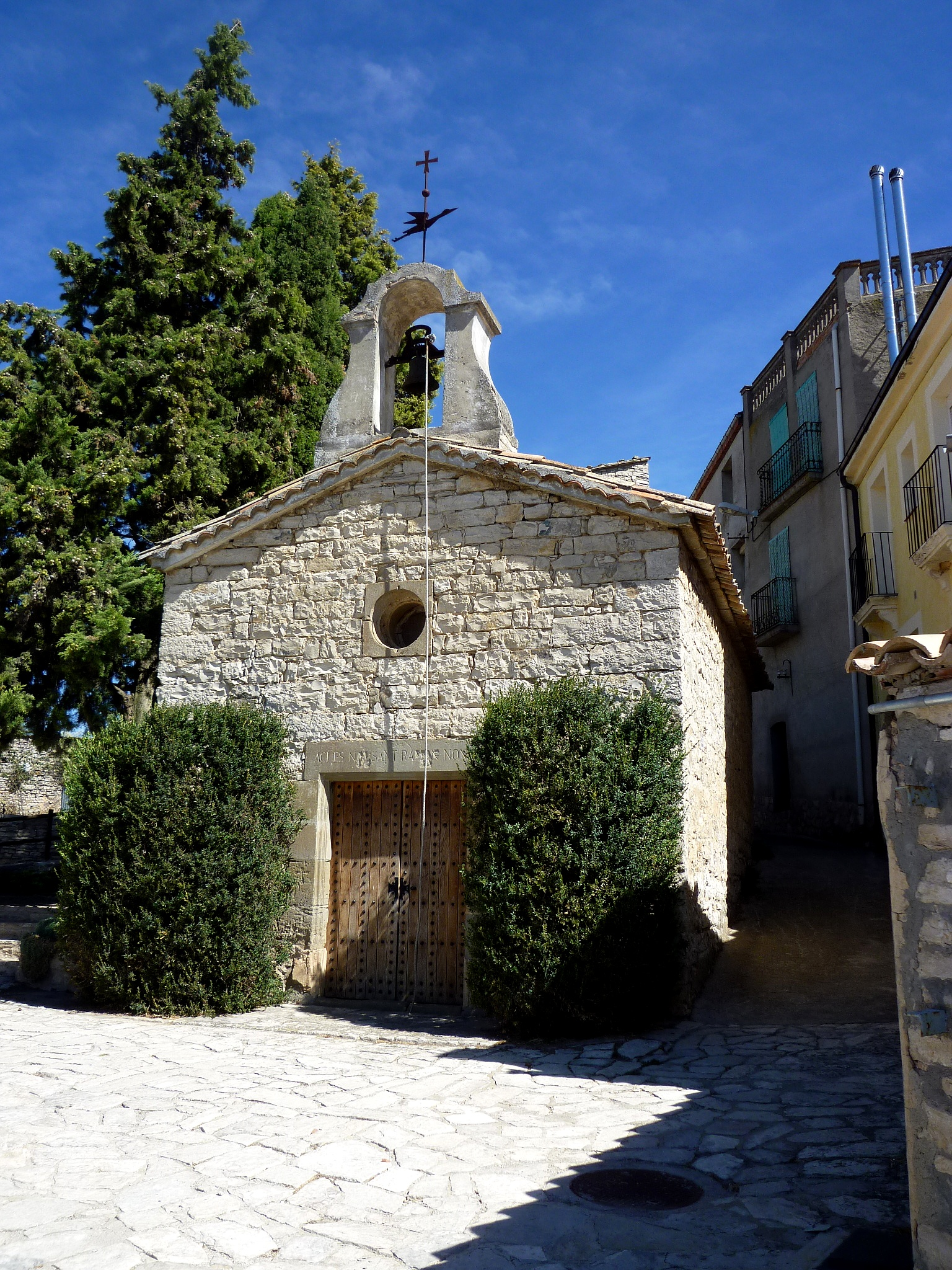
Ramonskapelle
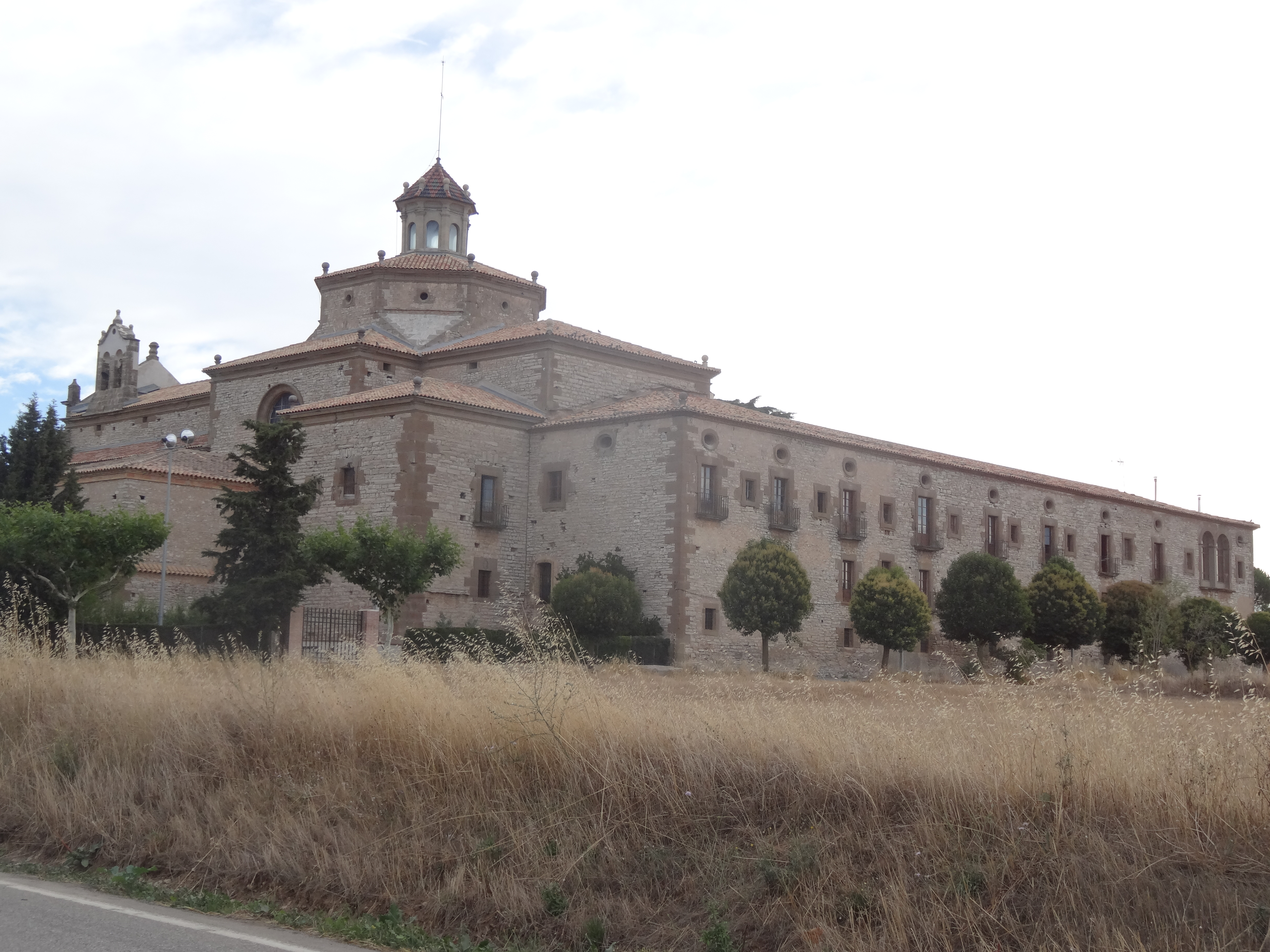
Konvent von Sant Ramon
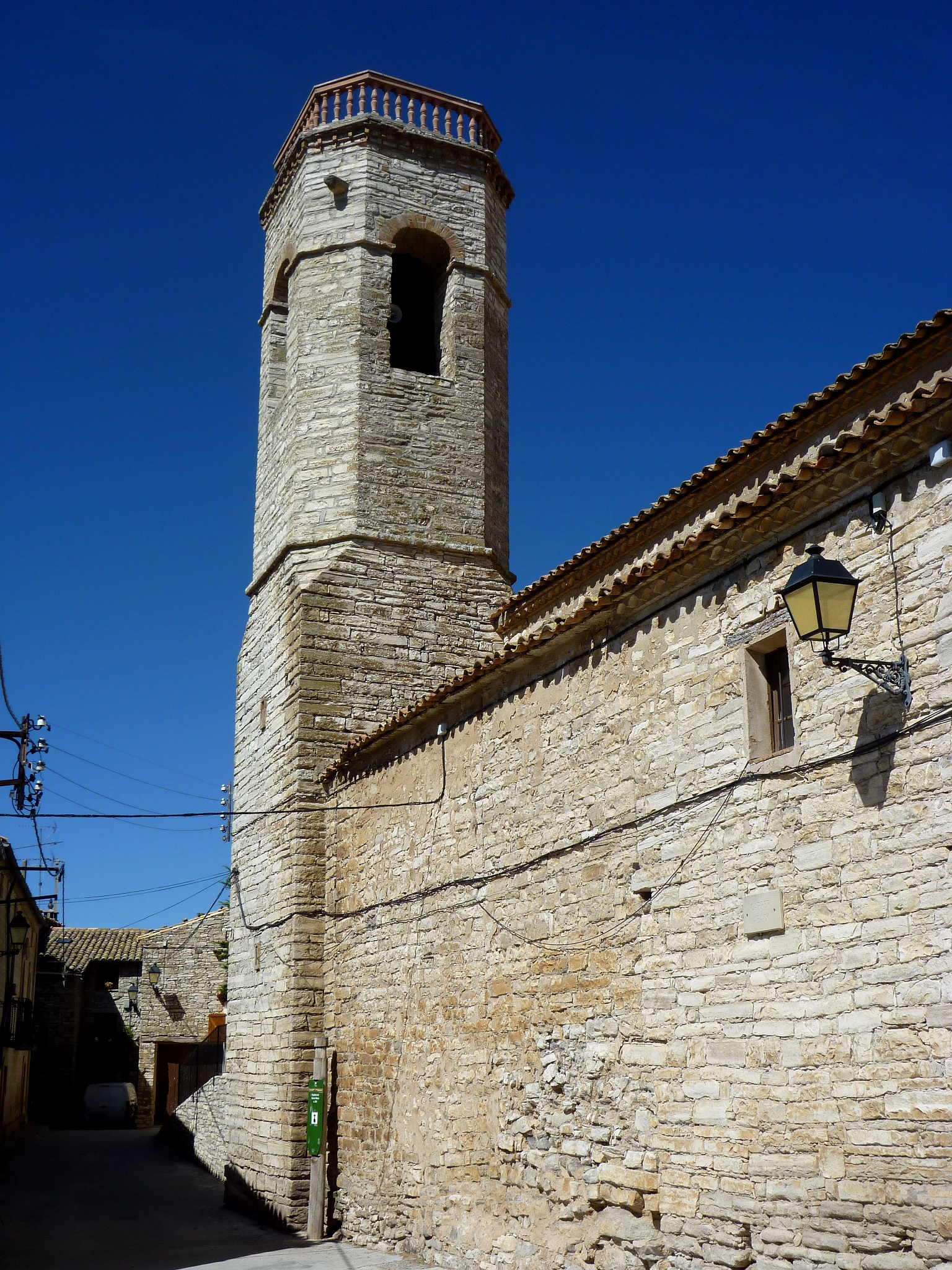
Marienkirche

## Persönlichkeiten
- Raimund Nonnatus (um 1202–1240), in Portell geboren, Kardinal (1239/1240?), Heiliger der Römischen Kirche